# 松木一浩
松木 一浩(まつき かずひろ、1962年2月23日-)とは、日本の農家、実業家、料理人、写真家である。ビオファームまつき代表取締役。静岡県富士宮市にて有機農園およびレストラン「Bio-s(ビオス)」を営んでいた。

## 経歴
- 1962年2月23日 - 長崎県長崎市に生まれる。
- 1985年 - 浅草ビューホテルにてフランス料理のシェフとして活動。
- 1990年 - 渡仏。ホテルニッコー・パリに勤務。
- 1994年 - 恵比寿・タイユバン・ロブション(ジョエル・ロブション)にて給仕長を務める。
- 2000年 - 静岡県富士宮市にて農業を始める。
- 2007年 - 「ビオファームまつき」設立。[2]
- 2009年 - レストラン「Bio-s(ビオス)」開業。
- 2020年 - レストランを閉店、カメラマンとして起業。農園は規模を縮小して継続している[3]。

## 出演
- 人生の楽園(テレビ朝日系)
- ソロモン流(テレビ東京系)
- ごはんジャパン(テレビ朝日系)

ほか

## 著書
- 〈ビオファームまつき〉の野菜レシピ図鑑―富士山麓の農園から、旬の野菜料理が届きました (学研・2004年)
- 「ビオファームまつき」のビオスのテーブルから (東京地図出版・2009年)
- ビオファームまつきの旬のおいしい野菜レシピBOOK (静岡新聞社・2010年)
- ビオファームまつきの野菜塾 (角川ssコミュニケーションズ・2010年)
- 「ビオファームまつき」の野菜レシピ図鑑 (学研パブリッシング・2010年)
- 人気シェフの本格パスタ113 (日東書院本社・2010年)
- 糖質オフの野菜たっぷりごちそうレシピ (アスペクト・2013年)